# Piigaste
Koordinaten: 58° 5′ N, 26° 49′ O

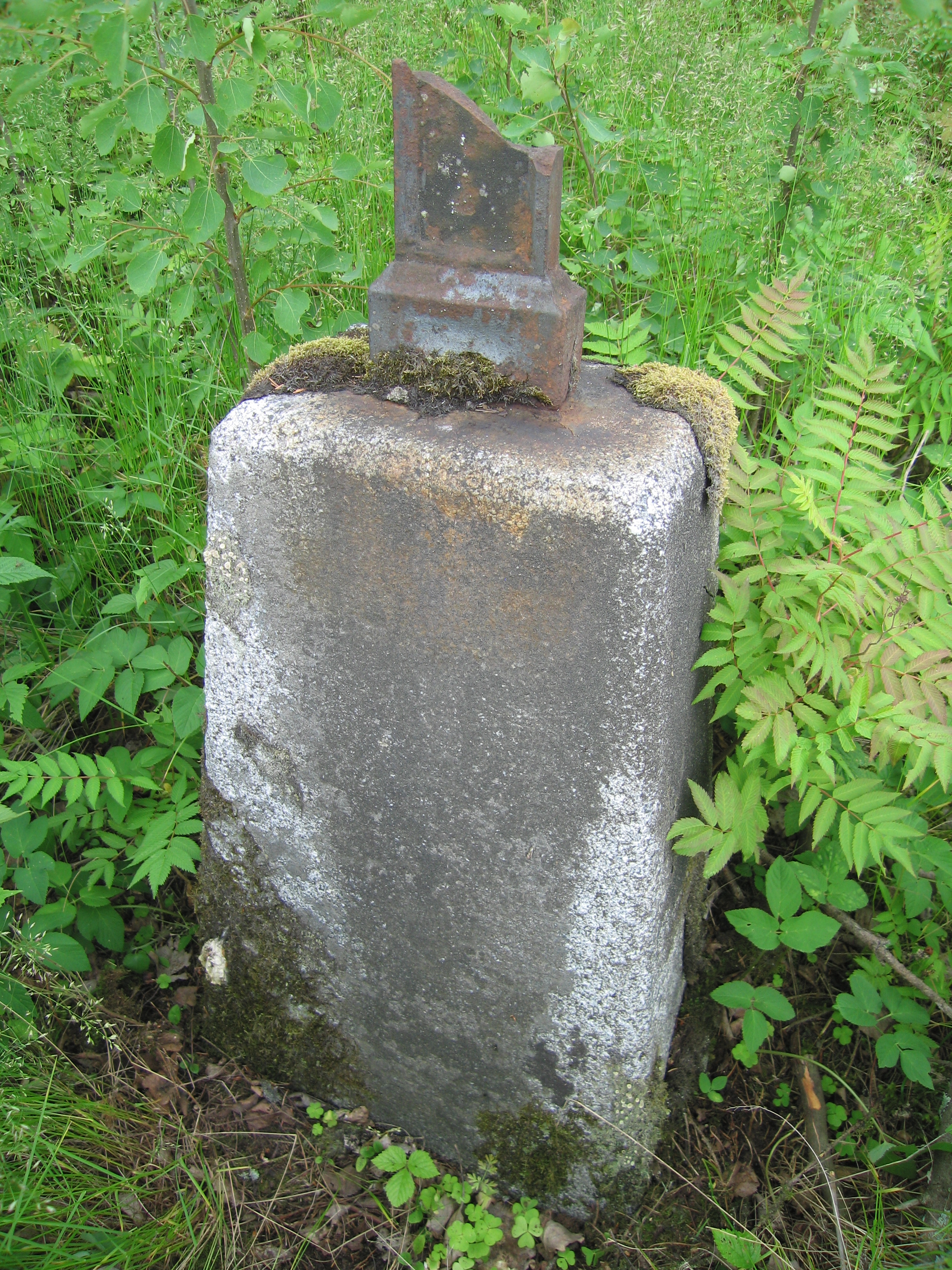
Abgebrochenes Kreuz auf dem ehemaligen Friedhof des Guts Piigaste

Piigaste (deutsch Alt-Pigast) ist ein Dorf (estnisch küla) im Südosten Estlands. Es gehört zur Landgemeinde Kanepi (bis 2017 Kõlleste) im Kreis Põlva.

## Einwohnerschaft und Lage
Das Dorf hat 87 Einwohner (Stand 31. Dezember 2011). Es liegt 29 Kilometer nordwestlich der Stadt Võru.
Der Dorfkern liegt südlich des Flusses Leevi (Leevi jõgi). Nordöstlich des Dorfkerns befindet sich der 11,4 Hektar große See Janokjärv (auch Jänukjärv). Durch ihn fließt der 14 Kilometer lange Bach Piigaste (Piigaste oja).

## Gut
Im Jahr 1450 werden erstmals die Dörfer Pyks und Pulmetze urkundlich erwähnt. Zwischen 1450 und 1510 entsteht dann der Hof Pulmeze an Stelle des gleichnamigen Dorfes. Er wird zum Ende des 16. Jahrhunderts in das Dorf Pyks beziehungsweise Pigast verlegt. 1582 ist er unter dem Namen Piggasth nachgewiesen. 1801 wird Neu-Pigast abgeteilt, das heute ein Teil des Dorfs Tiido ist.
Das zweigeschossige Herrenhaus aus Stein vom Ende des 18. Jahrhunderts ist noch erhalten. Es wurde während des 20. Jahrhunderts stark umgestaltet. Heute steht es in Privatbesitz.

## Friedhof
Heute finden sich im Ortsteil Kullamäe noch die überwucherten Überreste des alten Friedhofs von Piigaste. Auf einer Grabplatte findet sich der Name der adligen deutschbaltischen Familie Pfeiffer, denen der Hof Anfang des 20. Jahrhunderts gehörte.